# Cary (Mississippi)
Pour les articles homonymes, voir Cary.
Cary est une ville américaine située dans le comté de Sharkey, dans le Mississippi. Selon le recensement de 2020, sa population est de 241 habitants.